# Casa de Gaspar Campos
La Casa de Gaspar Campos, tal y como es conocida popularmente, es un casa ubicada en Vicente López, provincia de Buenos Aires. De estilo anglonormando, fue construida en 1936, por pedido de Alfonso von der Becke, familia de militares de origen alemán radicados en Argentina. Se hizo conocida por ser la residencia de Juan Domingo Perón, quien se instaló allí a partir de 1972, cuando comenzó a ponerle fin a su exilio. Su inmensa popularidad se debe al líder justicialista, que hasta que logró su tercera presidencia, utilizó la propiedad para reuniones con distintos dirigentes políticos, junto con su esposa María Estela Martínez. Además, era un sitio habitual de procesión de los militantes peronistas, que solían dejar inscripciones alusivas de apoyo en los alrededores.
Se encuentra en la calle Gaspar Campos 1065, de la mencionada ciudad, de ahí su popular nombre. Tras la muerte de Perón, sufrió un enorme deterioro, además de entrar en una disputa judicial entre los herederos del líder justicialista. En la actualidad, la casa es propiedad del Partido Justicialista, que la adquirió en la década de 1990, gracias a la intermediación de Carlos Menem, y es utilizada como sede para reuniones del partido, entre otras actividades. Se encuentra protegida patrimonialmente por una ordenanza municipal del partido de Vicente López desde el año 2005, como también por una ley provincial del 2001.

## Historia
La casa, de estilo anglo-normando, se encuentra en una zona residencial de casas de clase media alta. Fue construida en 1936, para ser la residencia de Alfonso von der Becke, cuyo hermano, el general Carlos von der Becke, en 1955 había presidido el tribunal militar de destituyó a Perón como militar. En su entrada la propiedad tiene la inscripción «Nec temere, nec timide» (Ni temerario, ni temeroso), la cual es atribuida a Aristóteles.

Un chalet de tres plantas, con techo a dos aguas, bastante híbrido y convencional ubicado en las barrancas de Vicente López a 10 cuadras de la residencia presidencial de Olivos. De aspecto burgués en un barrio tranquilo, sin ninguna señal visible que anticipará su futuro papel como sede de un poder alternativo a de la Casa Rosada
El presidente que no fue, Miguel Bonasso.

Consta de un amplio jardín delantero, con cochera para dos autos, catorce habitaciones. En la planta baja se encontraba un living comedor que Perón utilizaría para las recepciones, cuartos de servicio, con la respectiva cocina, como también una biblioteca e instalaciones para huéspedes. En el primer piso además de las tres habitaciones que utilizaba Perón, otras destinadas a huéspedes, como una sala de estar. Cuenta con una pequeña piscina en su patio trasero.

### Residencia de Juan D. Perón
Posteriormente la adquirió la familia Bauer Megelbeck, quien en 1972 concretaría la venta del inmueble a Juan Domingo Perón. Cuando Perón comenzó a realizar sus preparativos de retorno a la Argentina a inicios de la década de 1970, encargó a José Ber Gelbard que le consiguiese una vivienda. Según Miguel Bonasso, la operación se concretó a través de una inmobiliaria, la de Alberto O’Connors, con fondos provenientes de donaciones que obtuvo José Ignacio Rucci, sin que la familia Bauer Magelbeck supiese jamás quien era el comprador. 
Si bien el barrio, propiamente por ser una zona de clase media alta, era adverso al líder, era una propiedad que tenía las comodidades para que pudiese recibir personas, como también se encontraba muy cerca de la Quinta presidencial de Olivos.
La mañana del 18 de noviembre de 1972 pisó, por primera vez, la residencia, lo cual fue acompañado por centenares de militantes peronistas de izquierda, que realizaron graffitis, algunos alusivos a la masacre de Trelew o incluso a la frase «cinco por uno» y provocaron hechos de vandalismo a las propiedades vecinas. El mismo Perón ordenó luego reparar los destrozos y borrar las inscripciones. Ese día Perón salió por la ventana principal de la casa a saludar a los militantes, junto con su esposa María Estela Martínez (Isabel), y a pedirles que se retirasen para no causar más disturbios.
A su regreso definitivo en marzo de 1973, con la asunción de Héctor José Cámpora, volvió a instalarse en la vivienda con su esposa. En ella mantuvo reuniones con distintos personajes de la época, entre los que se cuentan, además del mencionado Cámpora, José Ignacio Rucci, Ricardo Balbín, Jorge Osinde, Juan Manuel Abal Medina, como también la asidua presencia de José López Rega, que se había convertido en secretario de Perón. Tras ser electo presidente nuevamente, Perón permaneció un tiempo más en la casa hasta que Olivos fue acondiciona para él.
El inmueble aún conserva el mobiliario que utilizó Perón y un coche Fiat, regalo a su esposa Isabel, que nunca lo usó porque no sabía manejar, pero que utilizaba el mismo Perón para realizar compras. Dados los problemas de salud que ya para ese entonces presentaba Perón, solía recurrir a la ayuda de vecinos médicos para que le hicieran controles. Las fotos con los médicos en la puerta de la residencia eran luego difundidas para evitar rumores acerca de la salud del líder.

### Posterioridad
Si bien, en virtud del derecho argentino, la propiedad debería haber quedado en manos de la viuda de Perón, María Estela Martínez, ella misma la dejó en el olvido y posteriormente, en medio de una disputa jurídica, se la cedió a la familia de Eva Duarte de Perón. La familia Duarte, gracias a la mediación del presidente Carlos Menem, decidió vender la propiedad al Partido Justicialista por 552 miles de dólares estadounidenses en 1992, que es el propietario desde entonces. En su entrada exhibe bustos de Perón y Eva Duarte, además de albergar en su interior fotografías de la época. La única señalización existente al exterior es una gigantografía de Perón haciendo su clásico saludo.
Ello no evitó el deterioro de la casa, que nunca más volvió a hospedar a persona alguna. El Partido Justicialista local intentó darle distintos usos, como sala de conferencias, escuela política, proyectos como un café temático, pero todos fueron efímeros. El estado de abandonó llegó a ser tal que el presidente de Venezuela, Hugo Chávez, en marzo de 2006, se comprometió a donar un millón de dólares para restaurar la propiedad, a condición de que sea utilizada para residencia de presidentes latinoamericanos que visitaban el país. Sin embargo, la operación nunca se concretó.

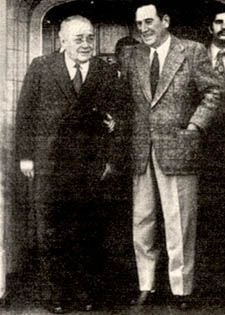
Fotografía del abrazo entre Perón y Balbín en la puerta de la residencia.

Pese a todo, la propiedad tiene protección patrimonial, principalmente a través de la ley provincial 12.751, y por la ordenanza 20.756, del partido de Vicente López. Esta legislación, además de destacar los hechos históricos que marcaron a la propiedad, señala que fue inmortalizada por la foto del abrazo entre Perón y Balbín, enemigos acérrimos hasta entonces, que años atrás habían firmado el documento «La Hora del Pueblo». 

...que, también forma parte de uno de los más importantes ejemplos de unidad sellado por el abrazo nacional entre el Gral. Juan Domingo Perón y el Dr. Ricardo Balbín.
Ordenanza Municipal 20.756, Honorable Concejo Deliberante de Vicente López.

Uno de los últimos hechos de relevancia llevados a cabo en la propiedad fue la asunción de Alberto Balestrini como presidente del Partido Justicialista local, que contó con la presencia de Néstor Kirchner en diciembre de 2008. La intención era revalorizar la propiedad, tras una serie de refacciones, con Kirchner como presidente del partido a nivel nacional y Balestrini a nivel provincial, además de crear una escuela de dirigentes. La idea naufragó tras la repentina muerte de Kirchner y un accidente cerebrovascular que a Balestrini que lo imposibilitó a seguir con sus funciones políticas y partidarias.